# Robert Poujade
Robert Poujade (Moulins, Allier, 6 de mayo de 1928 - París, 8 de abril de 2020) fue un político francés gaullista. Inspector de Educación.

## Cargos públicos
- Locales:
  - Alcalde de Dijon de 1971 a 2001.

- Nacionales:
  - Diputado por la UDR, y luego por el RPR en Côte-d'Or de 1967 a 1971, de 1978 a 1981 y de 1986 a 2002
  - Miembro de la comisión de Defensa Nacional y de las Fuerzas Armadas de 1986 a 2002
  - Miembro del Consejo Económico y Social de 1964 a 1967

- Ministeriales:
  - Ministro de Medio Ambiente y de protección de la naturaleza del 7 de enero de 1971 al 1 de marzo de 1974, bajo los gobiernos de Pierre Messmer y Jacques Chaban-Delmas.